# HD101953
HD101953 — хімічно пекулярна зоря спектрального класу A5, що має видиму зоряну величину в смузі V приблизно  8,1.
Вона  розташована на відстані близько 419,8 світлових років від Сонця.